# Владимир Лучич
Владимир Лучич (серб. Владимир Лучић, нар. 28 червня 2002, Белград, Сербія) — сербський футболіст, вінгер клубу «Црвена Звезда» та національної збірної Сербії.

## Ігрова кар'єра

### Клубна
Владимир Лучич народився у Белграді і є вихованцем столичного клубу «Црвена Звезда». У 2019 році футболіста було внесено в заявку першої команди. Але одразу для набору ігрової практики Ілич був відправлений в оренду. Він грв у клубах Першої ліги - столичних «Графичар» та ІМТ.
Влітку 2022 року Ілич повернувся до «Црвени Звезди» і 10 липня дебютував в основі у матчі чемпіонату країни. Але вже в серпні знову відправився в оренду. Цього разу в інший клуб Суперліги - «Чукарички».
Влітку 2023 року футболіст вкотре повернвуся до «Црвени Звезди» і з сезону 2023/24 став повноцінним гравцем основи.

### Збірна
26 січня 2023 року у товариському матчі проти команди США Владимир Ілич дебютував у складі національної збірної Сербії.

## Титули
Црвена Звезда
 Чемпіон Сербії (2): 2022/23, 2023/24
 Переможець Кубка Сербії: 2023/24